# 斧石
斧石（おのいし、ふせき、Axinite）は、鉱物の一種（ケイ酸塩鉱物）。カルシウムやマンガン、鉄、アルミニウム、ホウ素などを含み、化学組成はCa2(Mn,Fe)Al2BO3[Si4O12]OH　である。
学名及び和名は、結晶の形状が斧を思わせることに因む。

## 解説
一般的に斧石とよばれる鉱物は、化学組成の違いから現在では4種類に細分されている。
鉄斧石
axinite-(Fe) 、Ca2Fe2+Al2BSi4O15(OH)。　一般的に褐紫色。石灰岩の接触帯、石英閃緑岩ペグマタイト、変塩基性火山岩中に産出する。
マンガン斧石
axinite-(Mn)、Ca2Mn2+Al2BSi4O15(OH)。　一般的に褐紫色。石灰岩の接触帯と層状マンガン鉱床に産出する。大分県尾平鉱山（閉山）や宮崎県土呂久鉱山（閉山）から産出された大形の結晶は世界的にも有名。
チンゼン斧石
tinzenite、CaMn2+2Al2BSi4O15(OH)。　一般的に黄または橙色。層状マンガン鉱床に産出する。原産地スイスのティンツェン（Tinzen, 現在のグラウビュンデン州ズルゼス）から命名された。
苦土斧石
axinite-(Mg)、Ca2MgAl2BSi4O15(OH)。　一般的に青色透明。長波長の紫外線で蛍光を発する。

## ギャラリー

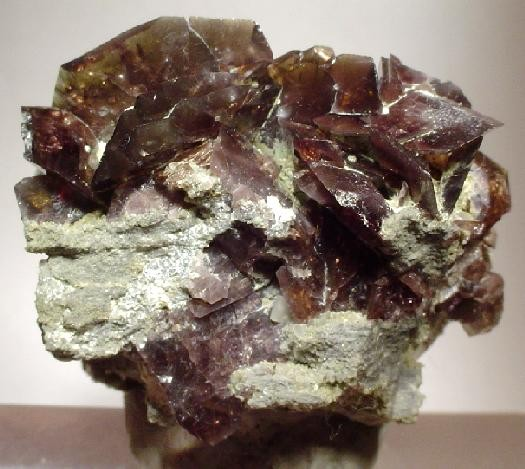
クローブブラウンのアキシナイト結晶から2.3 cmは、ロシアのダルネゴルスクにあるWest BorPitのマトリックスの上に設置されています。
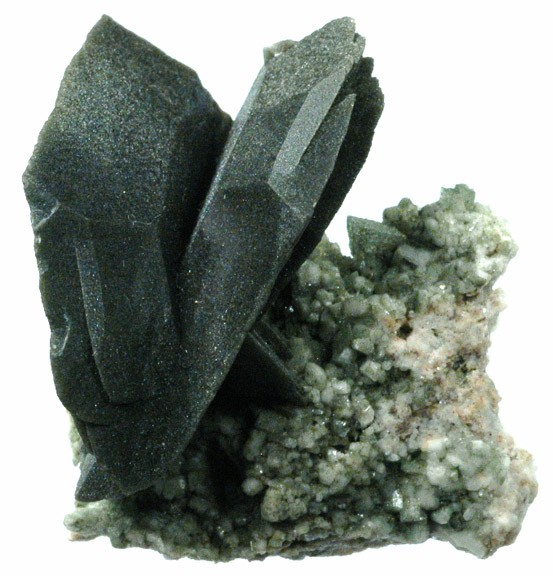
上に形成さAxiniteのChloritizedブレード結晶氷長石からスイスアルプス
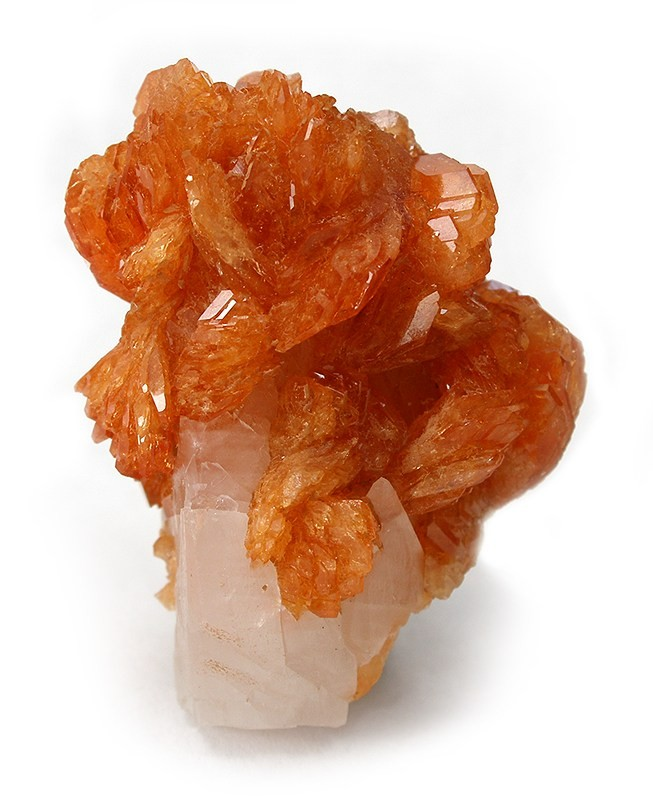
方解石上のティンゼナイト、4.5×3.5×3 CM。ウェッセルズ鉱山、カラハリマンガン畑、北ケープ州、南アフリカ
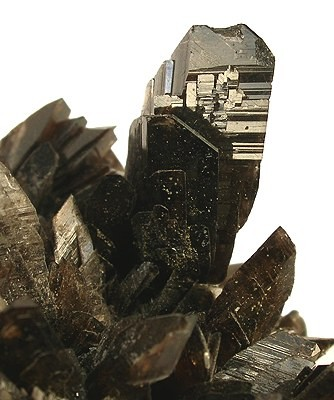
マンガン斧石（Axinite-（Mn））、4まで鋭く湾曲した結晶 CM。ロシア、ダルネゴルスクのWest Bor Pit